# Апама
Вижте пояснителната страница за други личности с името Апама.
Апама (на старогръцки: Ἀπάμα или Апама) е съпруга на първия владетел на империята на Селевкидите, Селевк I Никатор. Те се женят в Суза през 324 пр.н.е..  Според древните източници, Апама е дъщеря на согдианския барон Спитамен (Arr. VII, 4, 6, от Птолемей I).
Апама и Селевк имат две дъщери, Апама и Лаодика и двама сина, Антиох I Сотер, който наследява баща си на трона, и Ахей.
След смъртта на Апама, Селевк I Никатор се жени за Стратоника I, дъщерята на Деметрий I Полиоркет. От нея има дъщеря на име Фила, която се омъжва през 276 пр.н.е. за чичо си Антигон II Гонат.
На името на Апама има няколко града, наречени Апамея.